# Helicoconis (Fontenellea) kaszabi
Helicoconis (Fontenellea) kaszabi is een insect uit de familie van de dwerggaasvliegen (Coniopterygidae), die tot de orde netvleugeligen (Neuroptera) behoort. 
Helicoconis (Fontenellea) kaszabi is voor het eerst wetenschappelijk beschreven door H. Aspöck & U. Aspöck in 1968.